# Кентукки Колонелс
«Кентукки Колонелс» (англ. Kentucky Colonels) — американский профессиональный баскетбольный клуб из Луисвилла, выступавший в Американской баскетбольной ассоциации (АБА) с 1967 по 1976 годы, на протяжении всех девяти лет существования лиги. Команда четыре раза становилась лучшей в своём дивизионе, а в 1975 году выиграла чемпионат АБА. Первые три года команда играла на Louisville Convention Center, остальные сезоны проводила на Freedom Hall. «Колонелс» был одним из шести клубов, остававшихся в АБА после последнего сезона, но в результате переговоров о слиянии АБА и НБА команду из Кентукки решили расформировать. Главная звезда «Колонелс», центровой Артис Гилмор, продолжил карьеру в «Чикаго Буллз» и шесть раз участвовал в матче всех звёзд НБА.